# 米夏埃尔·伦辛
米夏埃尔·伦辛（德語：Michael Rensing，1984年5月14日—）出生於下薩克森，是一名德國足球運動員，司職守門員。

## 球員生涯
雲昇在2000年加盟拜仁慕尼黑青年队，他便在此展開球員生涯。在2002/03年的球季，他為拜仁慕尼黑二隊上陣。翌年，他被提升至一隊，擔任簡尼的副選。
2004年的2月，他第一次為他的球會上陣德甲賽事，對手是漢堡，在這比賽中踢足全場，並協助球會最終以1-0的比分戰勝了對手。而他在下輪對史浩克04的德甲比賽，他也能保持不失球。而在2005/2006年的球季中，雲昇盡力地表現自己，並於2006年2月中第一次為球會出戰歐洲聯賽冠軍盃的比賽。雖然要面對當時有舒夫真高領導的AC米蘭，但他依然有出色的表現，而最後雙方雖然戰平1-1，但所失的一球也不過是一記點球。在之後的一年，他在相同的賽事面對相同的對手，而他這次也能憑出色的表現，協助拜仁戰平該意大利球會。
隨著拜仁正選守門員簡尼在2008/09年賽季初正式退役後，雲昇已成為拜仁目前的主力門將，而一些人更樂觀估計，該球員會於2008年歐國盃後成為德國國家隊的正選守門員。但是在2008/09年赛季，伦辛并未拿出令人信服的表现，尤其是他的接传中球能力更是受人质疑。在1-5大比分惨败给沃尔夫斯堡后，主教练克林斯曼最终决定弃用伦辛作为头号门将，后继教练海因克斯也将伦辛打入板凳席。在2009年夏季的奧迪杯比賽決賽中，倫辛表現出色，協助拜仁奪冠，他也被評為這場比賽的最有價值球員。但開季表現差劣，被汉斯-约尔格·布特搶去正選席位，季後更被拜仁慕尼黑放棄。
2010年10月雲昇曾到英冠球會莱斯特城參加試訓，但最終沒有簽約。失業大半年的雲昇於2010年12月21日獲科隆收留，簽約半年。期間表現出色，於3月23日獲科隆提供兩年新約，留效直到2013年6月。

## 特別數據
不敗紀錄：雲昇為拜仁慕尼黑把關頭二十多場比賽，當中的比賽拜仁非勝則和。但當他於2008年3月12日首發出場為拜仁主場出戰歐洲足協盃對安德烈治的比賽時，拜仁卻以1-2告負。這一場的敗績也為雲昇的不敗紀錄畫上了句號。尽管如此，伦辛仍然保持着欧冠不败的记录。他到目前为止在欧洲冠军联赛中为拜仁慕尼黑队出场九次取得5胜4平的不败佳绩。

## 個人榮譽
- 德國 U-17 青年錦標賽冠軍 (2001)
- 德國 U-19 青年錦標賽冠軍 (2002)
- 德国足球地区联赛(南部)冠軍 (2004)
- 德國甲組足球聯賽冠軍 (2005,2006)
- 德國盃冠軍 (2005,2006)
- 德國超級盃冠軍 (2004,2007)

## 外部連結
- 拜仁慕尼黑網站 （页面存档备份，存于）